# Ján Balaďa
Ján Balaďa (11. dubna 1902, Malacky, Rakousko-Uhersko – 1. září 1977, Bratislava, Československo) byl reportér, rozhlasový pracovník a protifašistický bojovník.
Balaďa studoval na gymnáziu ve Skalici, kde v roce 1926 maturoval. V letech 1919-1930 pracoval jako úředník ministerstva pro správu Slovenska, resp. Zemského úřadu v Bratislavě. Od roku 1930 byl hlasatelem a sportovním reportérem v bratislavském rozhlase, později zastával pozici jeho tajemníka a v letech 1945-1948 správního ředitele. V letech 1948-1962 pracoval jako úředník národního podniku Sklo porcelán. Balaďa pracoval také jako jazykový redaktor vydavatelství Obzor, byl úředníkem Slovenského fondu výtvarných umění v Bratislavě. Zasloužil se o rozvoj slovenské sportovní publicistiky. V letech 1931-1939 připravoval rozhlasový týdeník Sportovní přehled Jána Baladi, komentoval fotbalové setkání, závody v plavání apod., Do bratislavských novin psal články o sportovních akcích. Během druhé světové války se účastnil odboje, pracoval v Svobodném slovenském vysílači v Banské Bystrici, po potlačení SNP vydával partyzánský časopis Mor ho! Později publikoval příspěvky o odboji ve slovenských i českých novinách a časopisech.